# Parkeren

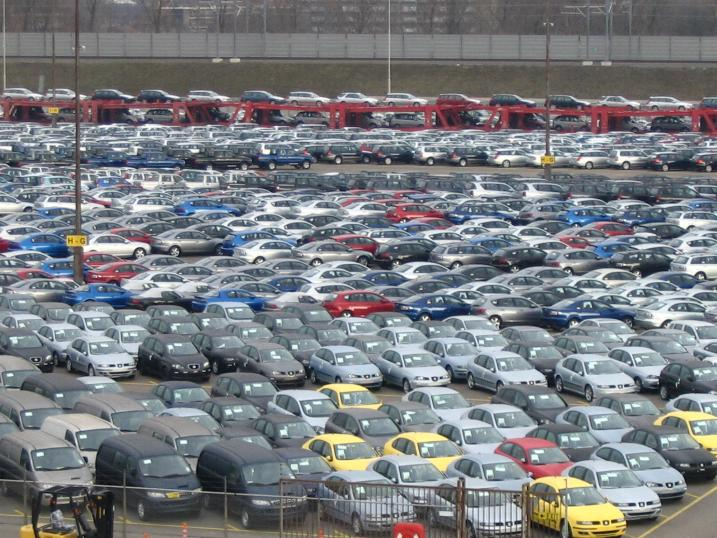
Schuin geparkeerde auto's in de haven van Rotterdam

Parkeren is het laten stilstaan van een voertuig, meestal een auto, voor een langere tijdsduur. Kort stilstaan, bijvoorbeeld voor het laten in- en uitstappen van passagiers of voor het (kortdurend) laden en lossen van goederen, wordt niet gezien als parkeren. Bij vrachtauto's, autobussen en vliegtuigen spreekt men eveneens van parkeren. Bij schepen is sprake van afmeren en bij dieren (als transportmiddel) spreekt men van stallen. Fietsen, bromfietsen, scooters en motorfietsen kunnen zowel geparkeerd als gestald worden.

## Verschijningsvormen
Parkeerplaatsen zijn er in vele vormen: privé of openbaar, kosteloos of betaald, bovengronds, ondergronds of inpandig. Openbare parkeerplaatsen worden in bijna alle landen aangeduid met de letter P. Fietsen of bromfietsen kunnen in een fietsenrek of een al dan niet bewaakte fietsenstalling worden gestald. Parkeervoorzieningen zijn onderdeel van de verkeersinfrastructuur. De studie van het parkeren en de daarmee samenhangende problematiek is onderdeel van het vakgebied verkeerskunde.
Ook in de wijze van parkeren bestaat variatie:

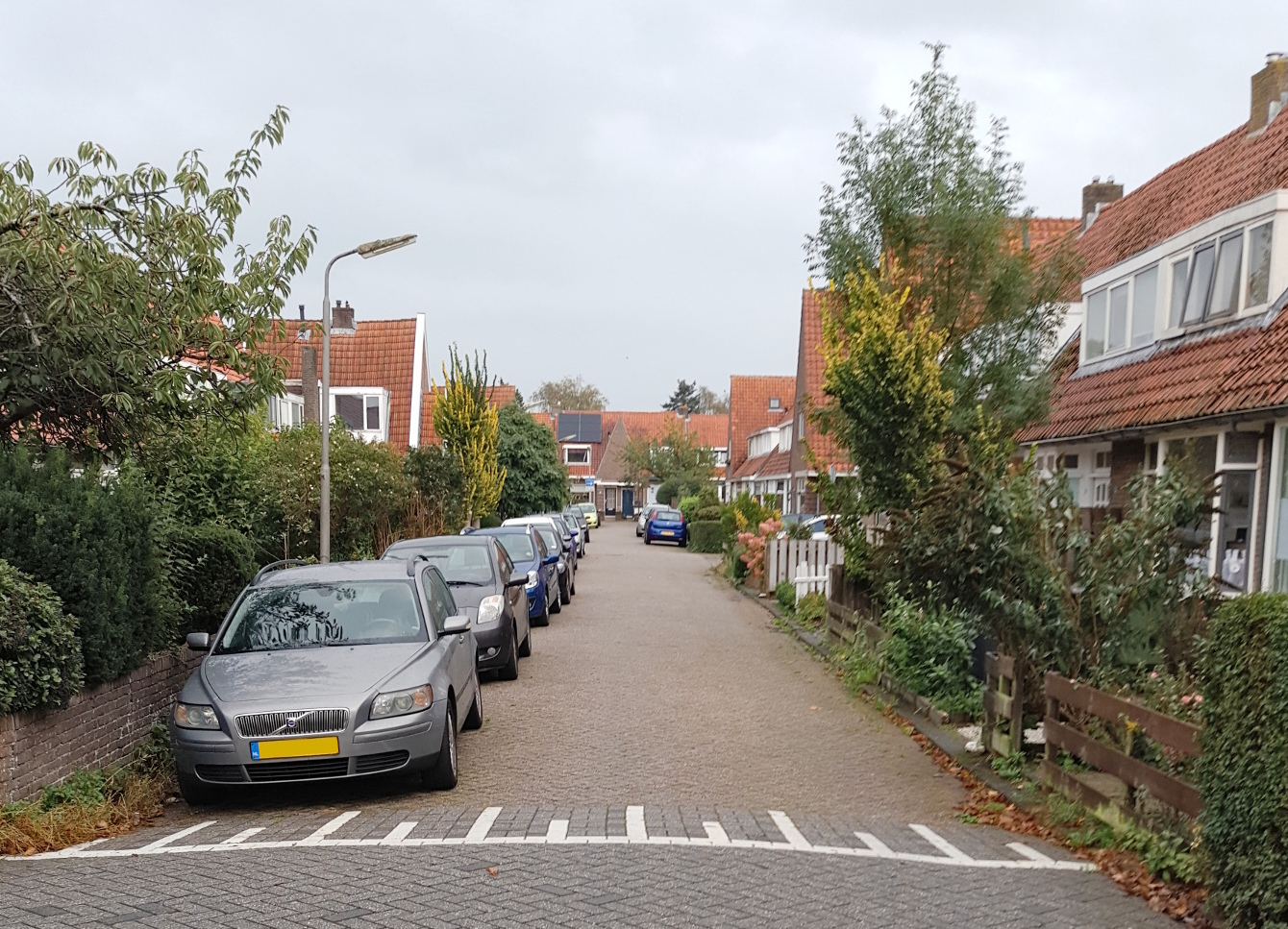
Parallel- of langsparkeren in Leeuwarden
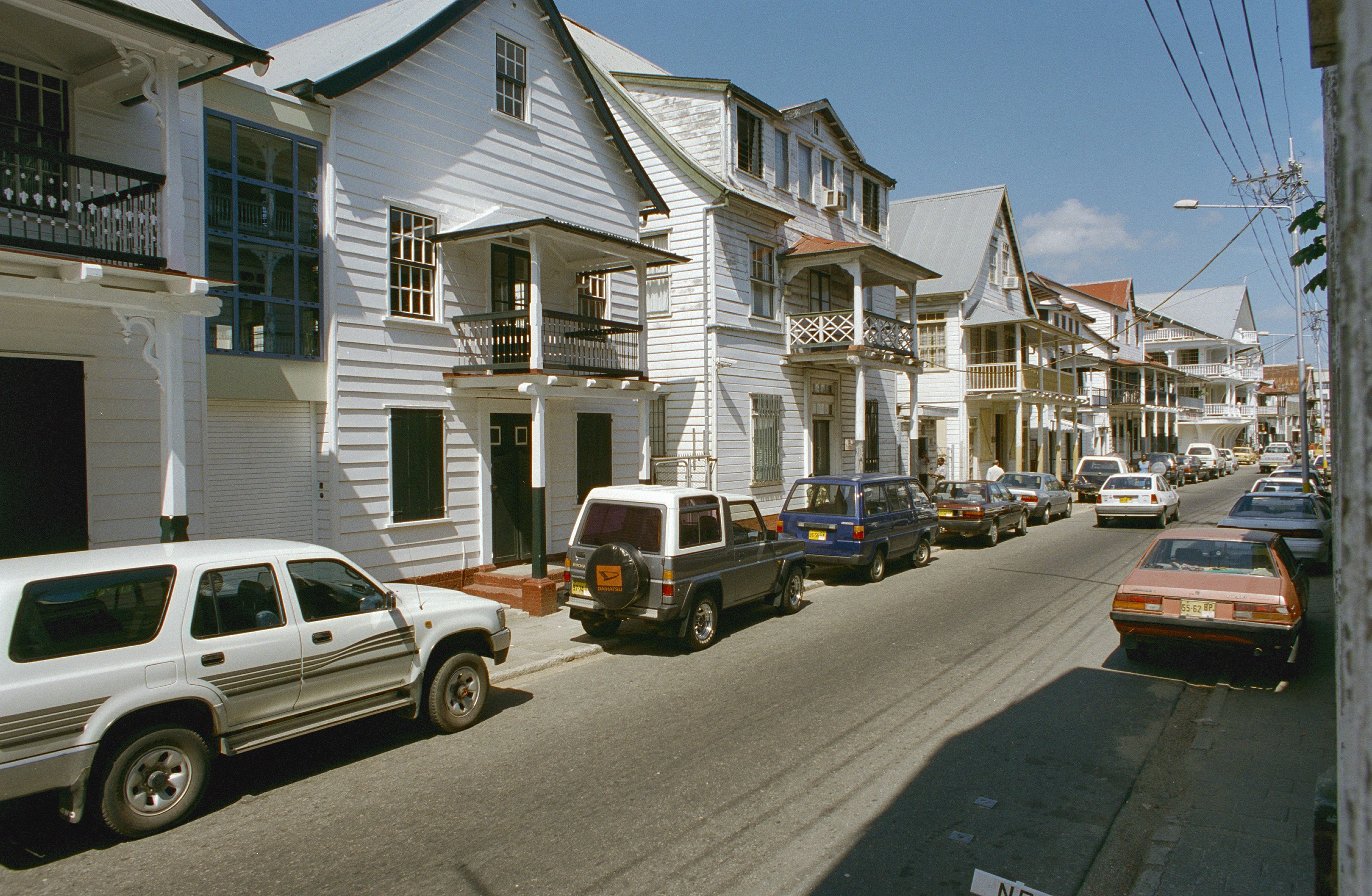
Canadees parkeren in Paramaribo
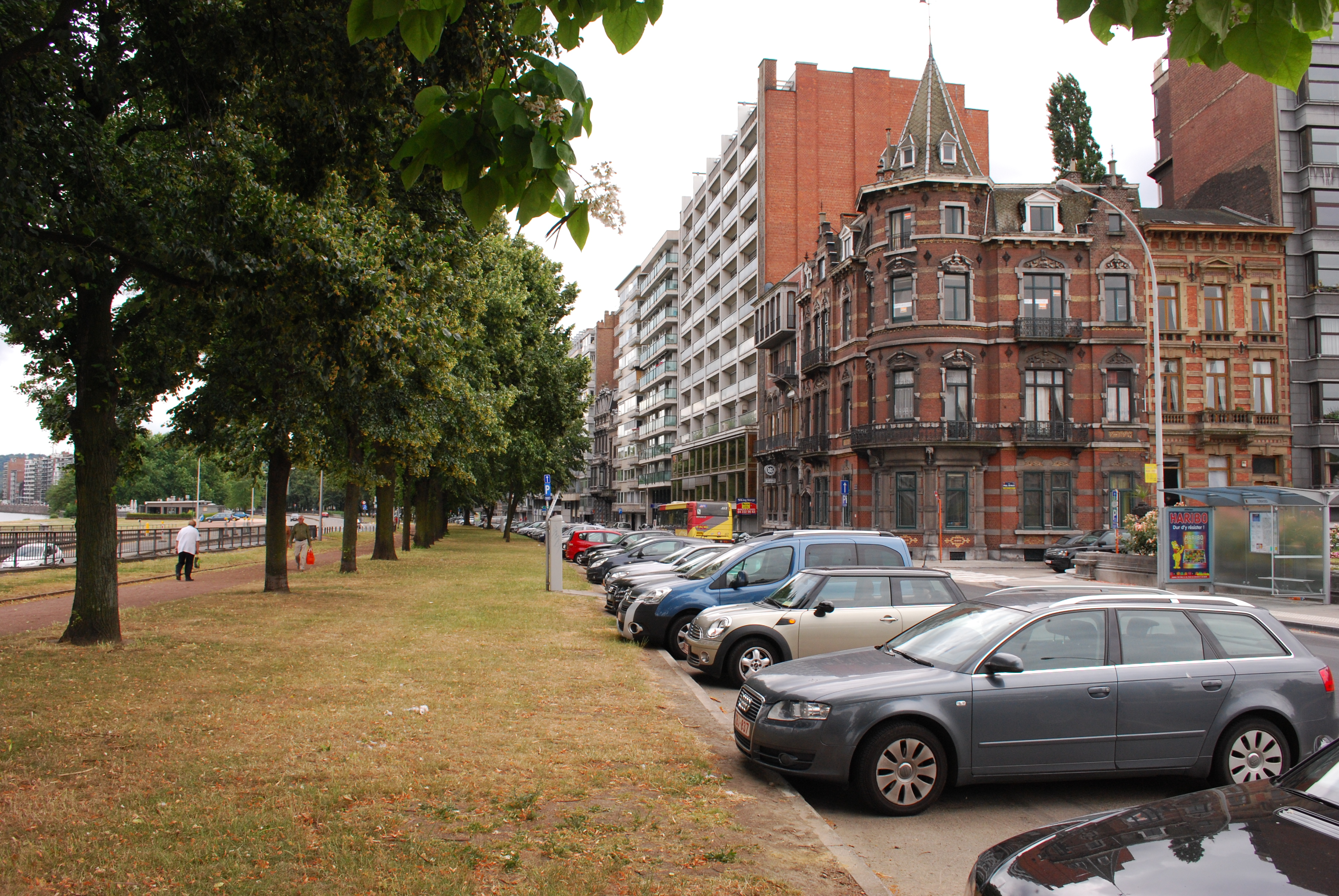
Haaks parkeren in Luik
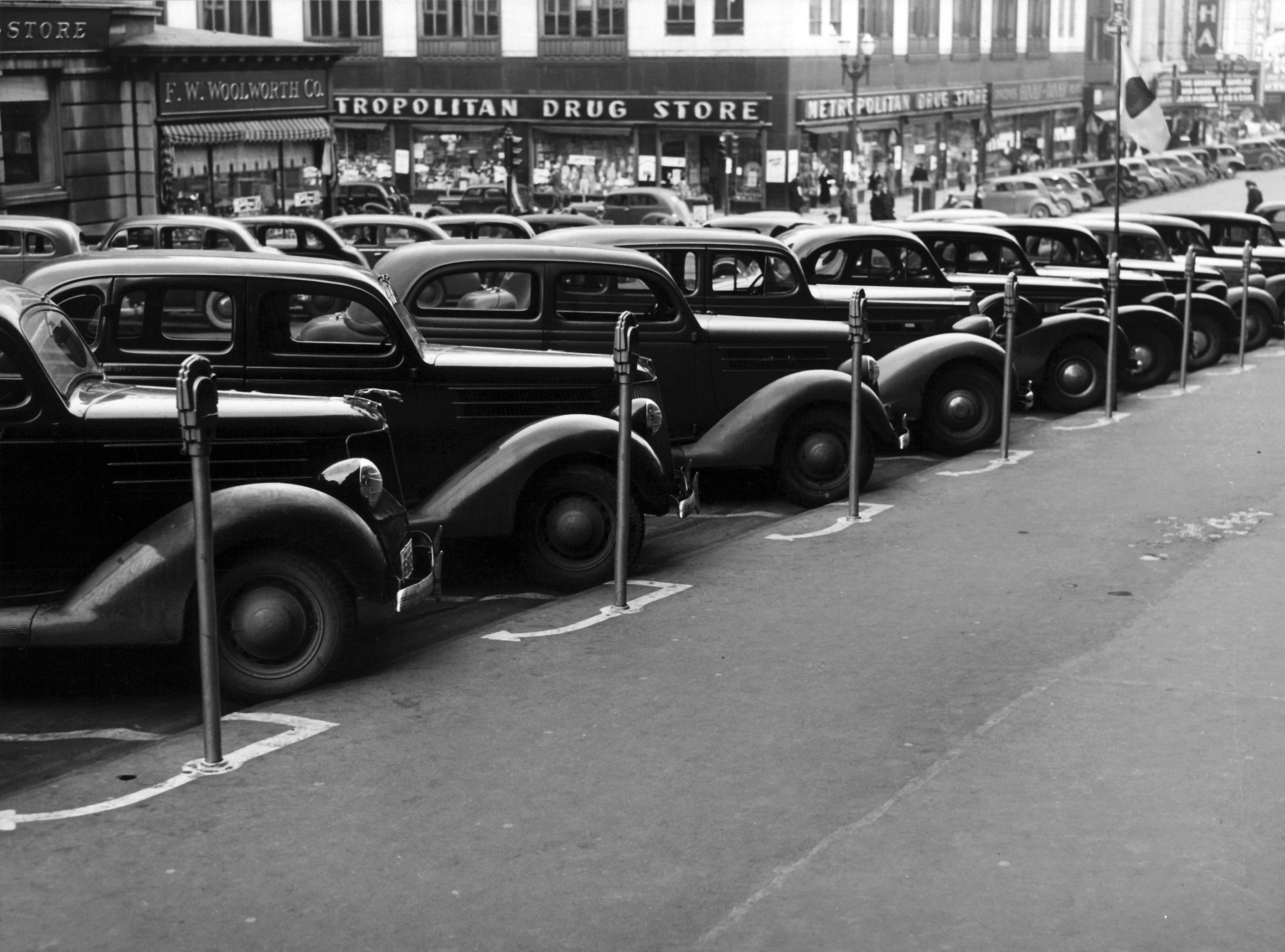
Gestoken, schuin of visgraatparkeren in Omaha (1938)
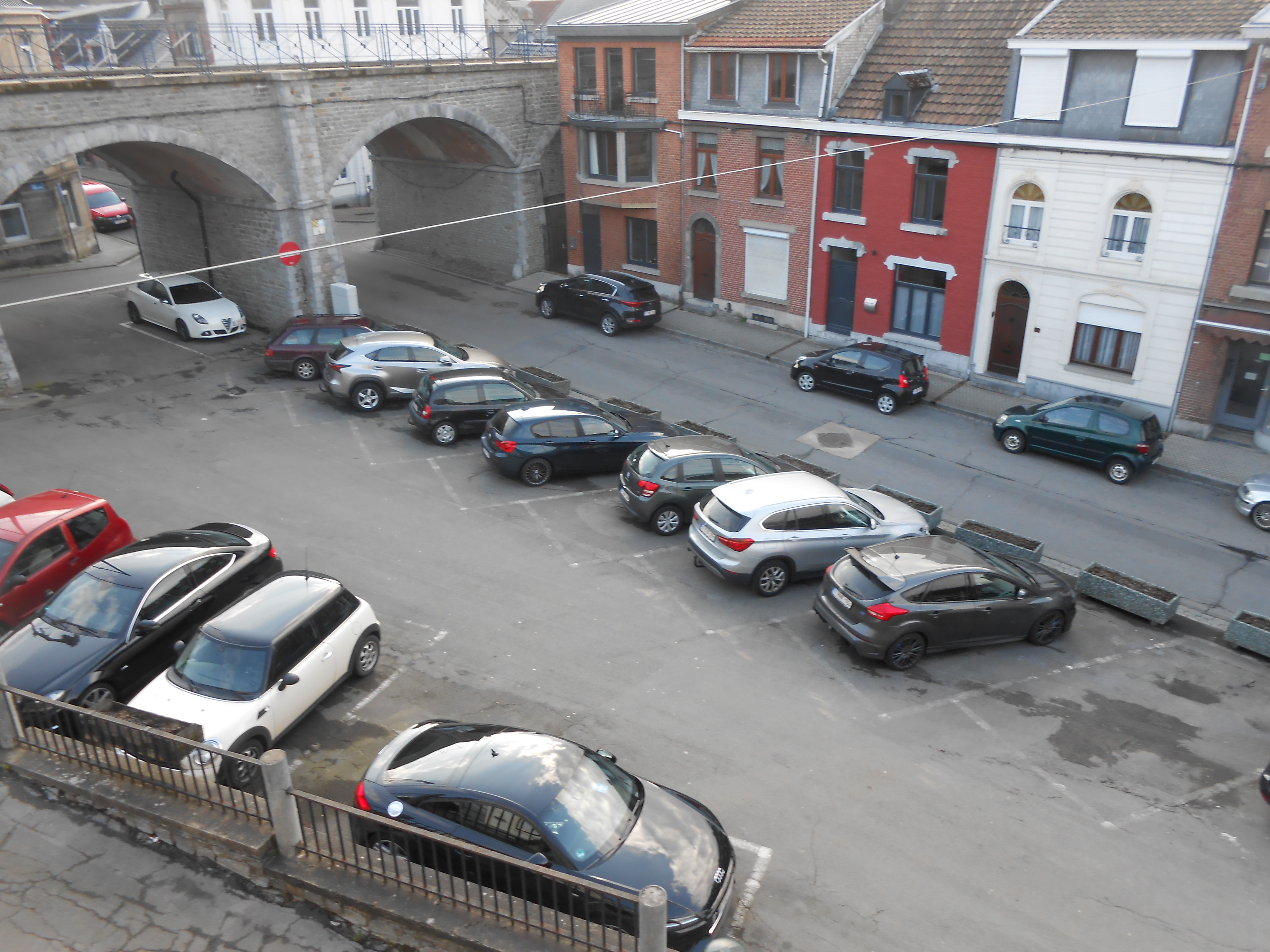
Parallel, haaks en schuin parkeren in Spa

## Beleid

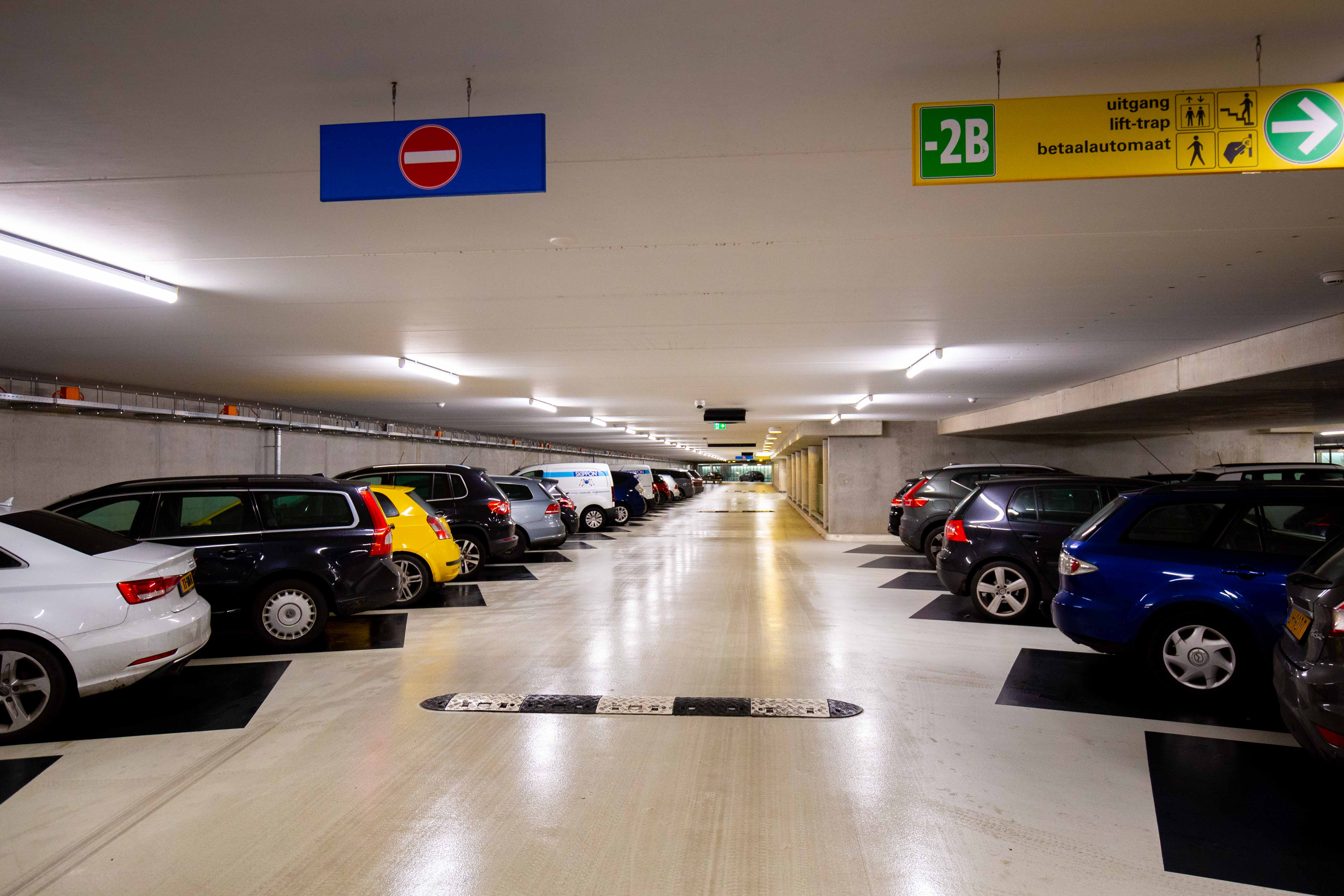
Schuin geparkeerde auto's in een parkeergarage

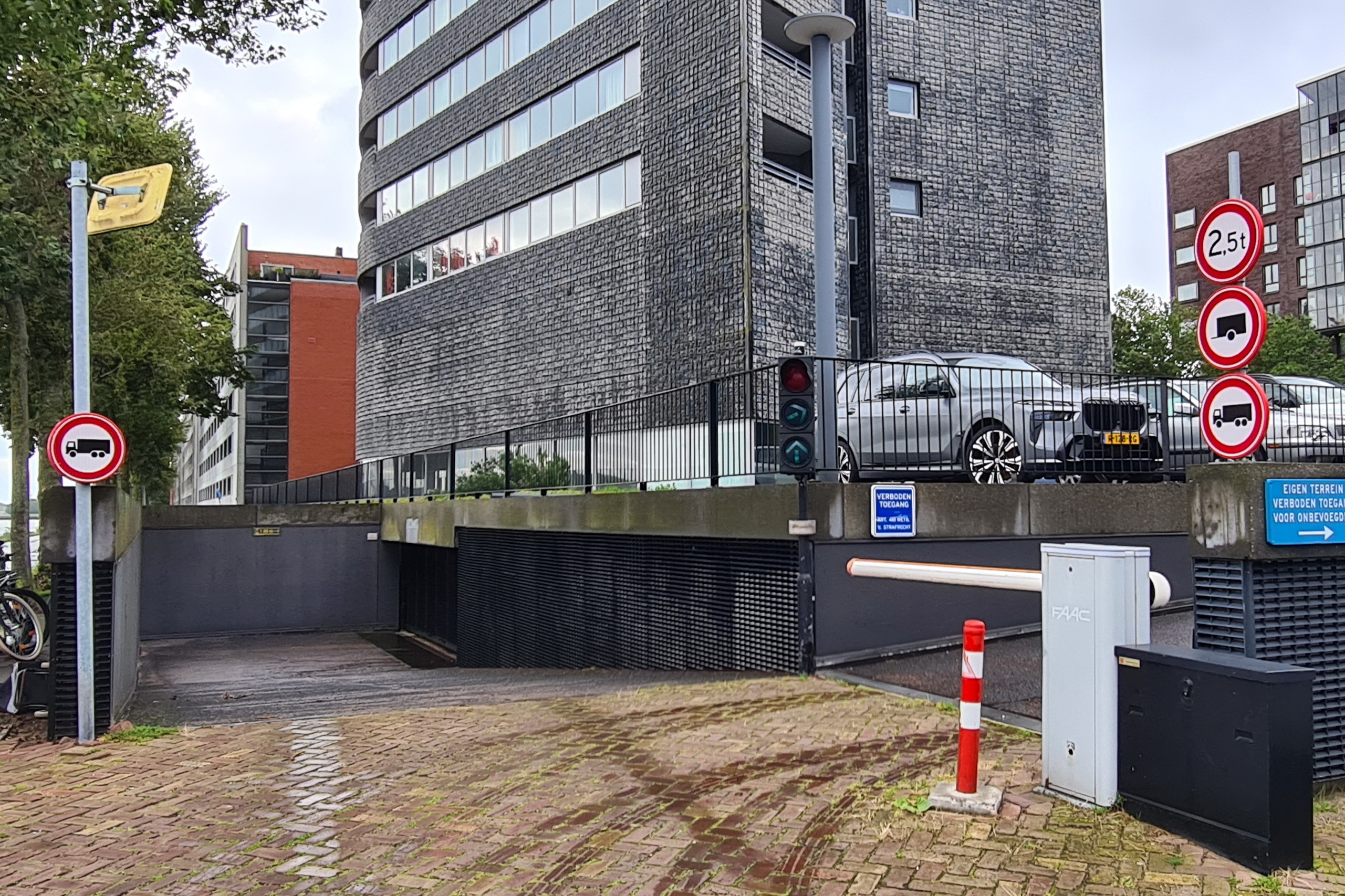
Privéparkeren bij een woontoren: links de parkeergarage; rechts het parkeerdek op het dak van de garage

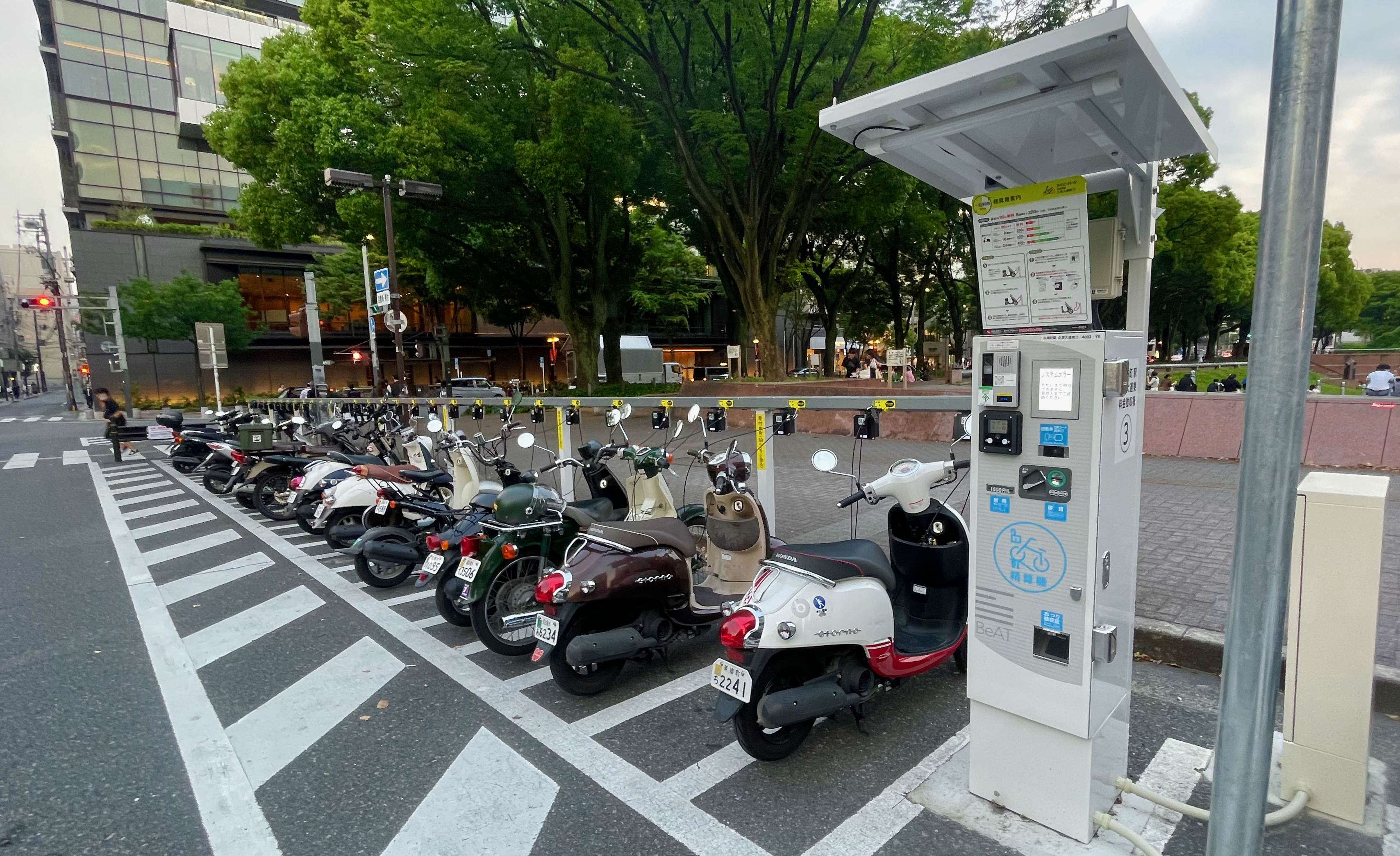
Betaald parkeren voor scooters in Japan

In de jaren 1950 en 60 (in de Verenigde Staten al eerder) ontstonden in veel binnensteden chaotische toestanden, omdat er nog nauwelijks regels voor parkeren bestonden. Het reguleren van het parkeren is onderdeel van (het beleid van) de lokale overheid. In veel gevallen worden door deze overheden parkeernormen vastgesteld, waarin wordt beschreven hoeveel parkeerplaatsen er per woonhuis of per vierkante meter bedrijfsruimte aangelegd mogen worden. Men probeert hiermee het autobezit en -gebruik enigszins te beperken. De normen kunnen lager gesteld worden dan de werkelijke behoefte, wat wel tot enige ergernis en parkeerdruk kan leiden. De overheid kan een parkeerzone instellen, waardoor het verboden wordt om buiten de aangewezen parkeerplaatsen te parkeren.

## Parkeerregelingen
Er bestaan verschillende regelingen voor parkeren:
- vrij parkeren (soms voor beperkte tijd, zie parkeerschijf)
- betaald parkeren (meestal bij een parkeerautomaat), volgens een van de volgende systemen:
  - vooraf voor een bepaalde tijd betalen, bijvoorbeeld een dagkaart
  - op basis van de werkelijke parkeertijd betalen (uitrijkaart, sms-parkeren e.d.)
- vergunningsplichtig parkeren (bewonersparkeren)

Controle kan plaatsvinden bij in- en uitgang (vaak geautomatiseerd, met slagbomen) of tijdens het parkeren, door langskomende parkeerwachters of op afstand met een scanauto. In dat laatste geval kan het betaald hebben blijken uit een bonnetje achter de ruit, of het kan geregistreerd zijn op de parkeerautomaat (kentekenparkeren) of per mobiele telefoon (het al genoemde sms-parkeren of aan- en afmelden via internet).

## Digitalisering parkeren
Parkeren wordt telkens vaker gedigitaliseerd door middel van onder meer apps, zodat parkeerders niet meer een parkeerkaart hoeven halen en via de telefoon betaald kan worden. Uit het onderzoek van Gfk Marktinzichten naar het gebruik van parkeerapps in Nederland uit maart 2022, blijkt dat 49% van de automobilisten wel eens een parkeerapp gebruikt. 
Steden proberen parkeren op straat te voorkomen, omdat dit veel openbare ruimte in beslag neemt. De gemeente Amsterdam zegt hierover op hun website: "Het wordt steeds drukker in de gemeente Amsterdam. De beschikbare openbare ruimte is schaars. Daar moeten we zuinig mee omgaan. We doen veel om de stad bereikbaar en veilig te houden en de openbare ruimte toegankelijk en aantrekkelijk." 
De parkeermarkt is onderhevig aan verandering. Bedrijven zoals ParkBee en Mobypark digitaliseren het gebruik van parkeerplaatsen en maken onderbenutte privé parkeerplaatsen beschikbaar voor externe gebruikers. Beide gebruiken hierbij moderne technologieën, zoals IoT om gebruikers toegang tot parkeerlocaties te geven. Ondernemer Kees Koolen deed omstreeks 2022 een grote investering in het in Nederland opgezette techbedrijf ParkBee. ParkBee claimt als missie te hebben om meer ruimte in de stad te creëren. Dit doen zij door goedkoop off-street parkeren aan te bieden via hun platform en geïntegreerd als optie in andere parkeerapps. Zij bieden parkeerruimte aan in garages die anders niet openbaar toegankelijk zouden. Mobypark streeft een vergelijkbare missie na, namelijk het verbeteren van steden door reizigers onbenutte parkeerplekken te laten reserveren via hun online parkeerplatform en daarmee geld, kostbare tijd, files en uitstoot te besparen. Sinds begin 2023 biedt Parkbee al haar parkeerplekken aan op Mobypark. Hiermee is het uit Parijs afkomstige, maar in Amsterdam gevestigde Mobypark BV het parkeerboekingsplatform met de meeste parkeerplaatsen in Nederland en België.

## Speciale parkeerplaatsen
- Een carpoolplaats is een parkeerplaats voor mensen die willen carpoolen. Openbaar vervoerreizigers kunnen hun auto parkeren in een transferium of P+R (Park and Ride of Parkeer en Reis).
- Er zijn speciale parkeerplaatsen voor mensen met een handicap. Dit staat aangegeven met een bord.
- In meerdere landen bestaan speciale parkeerplaatsen voor vrouwen.
- Voor taxi's bestaan er vaak speciale gereserveerde parkeerplaatsen op bepaalde locaties in een stad.
- Voor het laden en lossen van vracht uit vrachtwagens of koeriersvoertuigen, in binnensteden of bij openbare gebouwen.
- Gereserveerde plaatsen voor hulpdiensten om snel ter plaatse te kunnen zijn.
- Er zijn parkeerplaatsen vlak bij een luchthaven waarbij men de auto kan parkeren en dan met een shuttlebus naar de vertrekhal van de luchthaven wordt gebracht en na de reis weer wordt opgehaald bij de aankomsthal.

## Verkeersborden voor parkeren

E1. Parkeerverbod
E2. Verbod stil te staan
E3. Verbod fietsen en bromfietsen te plaatsen
E4. Parkeergelegenheid
E5. Taxistandplaats
E6. Gehandicapten-parkeerplaats
E7. Gelegenheid bestemd voor laden en lossen van goederen
E8. Parkeergelegenheid alleen bestemd voor de voertuigcategorie die op het bord is aangegeven
E9. Parkeergelegenheid alleen bestemd voor vergunninghouders
E10. Parkeerschijf-zone (max. 2 uur)
E11. Einde Parkeerschijf-zone
E12. P+R-voorziening ten behoeve van overstappers op het openbaar vervoer
E13. Parkeergelegenheid ten behoeve van carpoolers

## Voetnoten
1. ↑  Amsterdam, Volg het beleid: Parkeren. Amsterdam.nl. Geraadpleegd op 11 april 2022.
2. ↑  Kees Koolen stopt miljoenen in ParkBee. Emerce. Geraadpleegd op 11 april 2022.
3. ↑  (en) Mobypark and ParkBee Join Forces to Revolutionise European Parking Landscape. Mobypark. Geraadpleegd op 15 maart 2024.